# Diana Taurasi
Diana Lorena Taurasi (nascida em 11 de junho de 1982) é uma ex-jogadora profissional de basquete estadunidense na Women's National Basketball Association (WNBA) por 20 temporadas jogando pelo Phoenix Mercury. Taurasi é reconhecida como uma das maiores jogadoras de basquete feminino de todos os tempos. Ela ganhou fama jogando basquete universitário na Universidade de Connecticut, onde levou o time a três campeonatos consecutivos da NCAA.
Taurasi foi selecionada pelo Phoenix como primeira escolha geral no draft da WNBA de 2004 e foi eleita a Rookie do Ano da WNBA em 2004. Ela ganhou três campeonatos da WNBA (2007, 2009 e 2014), e um prêmio de Jogadora Mais Valiosa da WNBA (MVP) (2009), dois prêmios de MVP das Finais da WNBA (2009 e 2014) e cinco títulos de cestinha (2006, 2008-2011). Ela também foi selecionada para 10 jogos All-Star da WNBA e para 14 times All-WNBA (incluindo 10 seleções para o primeiro time). Em 2011, ela foi eleita pelos fãs como uma das 15 melhores jogadoras de todos os tempos da WNBA e foi nomeada pela liga para os times do 20º e 25º aniversário, a WNBA Top 20@20 em 2016 e W25 em 2021. Também em 2021, os fãs a elegeram como a melhor jogadora de todos os tempos da liga.  Em 18 de junho de 2017, Taurasi se tornou a maior pontuadora de todos os tempos da WNBA.  Como membro da seleção nacional dos Estados Unidos, ela ganhou seis medalhas de ouro olímpicas (2004-2024) e três Copas do Mundo da FIBA (2010, 2014 e 2018).
Sua habilidade de pontuar em situações cruciais lhe rendeu o apelido de "White Mamba", usado por Kobe Bryant. Taurasi é uma das 11 mulheres a conquistar uma medalha de ouro olímpica, um campeonato da NCAA, uma Copa do Mundo da FIBA e um campeonato da WNBA.

## Biografia
Taurasi cresceu em Chino, Califórnia. Seu pai, Mario, foi criado na Argentina. Ele foi jogador profissional de futebol na Itália como goleiro por vários anos. Sua mãe, Liliana, é argentina. Mario e Liliana Taurasi emigraram da Argentina para os Estados Unidos antes de Diana nascer. Ela tem uma irmã mais velha chamada Jessika.
Taurasi estudou na Don Antonio Lugo High School, onde se formou em 2000.  No ensino médio, Taurasi recebeu o Prêmio Cheryl Miller de 2000, concedido pelo Los Angeles Times à melhor jogadora do sul da Califórnia. Com 3.047 pontos, Taurasi concluiu sua carreira preparatória em 4º lugar na história do estado. A Associação de Treinadores de Basquete Feminino (WBCA) nomeou Taurasi como uma americana distinta. Ela participou do Jogo All-American do Ensino Médio da WBCA de 2000, onde marcou 12 pontos e ganhou o prêmio de MVP.

## Carreira Universitária
Seguindo uma carreira altamente condecorada no ensino médio, Taurasi ingressou na Universidade de Connecticut (UConn) e começou a jogar pelo time de basquete feminino durante a temporada 2000-2001, como armadora e ala-armadora. Após um fraco desempenho nas finais de 2001, onde a UConn perdeu para Notre Dame, Taurasi prometeu: "Não perderemos mais nenhum jogo no torneio enquanto eu estiver vestindo este uniforme". Em seguida, elas conquistaram três títulos nacionais consecutivos. Antes da vitória no campeonato final, seu treinador, Geno Auriemma, declarou sua confiança na vitória com a afirmação: "Nós temos Diana, e vocês não".
Taurasi também recebeu muitos reconhecimentos pessoais na UConn, incluindo o Naismith College Player of the Year de 2003 e 2004, o Wade Trophy de 2003, o Honda Sports Awards de 2003 e 2004 e o prêmio Associated Press Player of the Year de 2003. Além disso, Taurasi recebeu honras e homenagens no estado de Connecticut. Por exemplo, o senador estadual Thomas Gaffey a indicou para se juntar a Prudence Crandall como heroína do estado.
Ela teve uma média de 15,0 pontos, 4,3 rebotes e 4,5 assistências por jogo em sua carreira universitária. Durante seu tempo na UConn, seu time acumulou um recorde de 139 vitórias e oito derrotas. Em 2005, após fazer uma pausa nos estudos para participar do draft da WNBA, jogar nas Olimpíadas e depois retornar para sua primeira temporada na WNBA, Taurasi voltou para a UConn e se formou. Como a primeira de sua família a se formar na faculdade, Taurasi disse que obter seu diploma universitário "significou tanto quanto qualquer campeonato, faixa ou medalha de ouro".
Em 2006, Taurasi foi membro da turma inaugural do programa de reconhecimento "Huskies of Honor" do basquete feminino da Universidade de Connecticut.

## Carreira na WNBA

### 2004 - 2006: Início na WNBA
Após sua carreira universitária, Taurasi foi selecionada em primeiro lugar no draft da WNBA de 2004 pelo Phoenix Mercury, time que teve um desempenho de 8-26 na temporada de 2003. Em sua estreia na WNBA, Taurasi marcou 22 pontos na derrota do Mercury por 72-66 para o Sacramento Monarchs. Em sua temporada de estreia, ela teve uma média de 17,0 pontos, 4,4 rebotes e 3,9 assistências por jogo. Embora o Mercury não tenha se classificado para os playoffs, Taurasi foi nomeada para o time All-Star da Conferência Oeste e ganhou o prêmio de Rookie do Ano da WNBA.
Em 2005, Taurasi teve uma média de 16,0 pontos, 4,2 rebotes e 4,5 assistências por jogo, enquanto batalhava contra uma lesão no tornozelo. Ela foi All-Star pelo segundo ano consecutivo, mas o Mercury perdeu força no final da temporada e novamente ficou de fora dos playoffs. O ex-treinador da NBA Paul Westhead tornou-se treinador principal do Mercury na temporada de 2006 e trouxe seu estilo acelerado para Phoenix. Taurasi teve uma temporada histórica sob o comando de Westhead, liderando a liga em pontuação e consquistando sua terceira participação consecutiva no jogo All-Star. Ela quebrou o recorde da liga de Katie Smith de pontos em uma temporada, com 741 pontos. Em 2006, Taurasi teve uma média de 25,3 pontos, 4,1 assistências e 3,6 rebotes por jogo, incluindo um recorde da liga na época de 47 pontos em uma vitória na prorrogação tripla da temporada regular contra o Houston Comets. Durante essa partida, ela fez oito cestas de três pontos, um recorde da WNBA na época. Taurasi também estabeleceu um recorde da WNBA com 121 cestas de três pontos em uma única temporada. O Mercury terminou com 18 vitórias e 16 derrotas, mas não se classificou para os playoffs após perder o desempate com Houston e Seattle.

### 2007 - 2009: Dois campeonatos da WNBA
Em 2007, Taurasi chegou aos playoffs da WNBA pela primeira vez. Na primeira rodada, o Mercury eliminou o Seattle Storm por dois jogos a zero. Em seguida, elas derrotaram o San Antonio Silver Stars, e Taurasi avançou para sua primeira final da WNBA, contra o atual campeão Detroit Shock. Em seguida, o Mercury conquistou seu primeiro título da WNBA. Com essa vitória, Taurasi se tornou a sétima jogadora a conquistar um títula da NCAA, um título da WNBA e uma melhada de ouro olímpica.
Na temporada de 2009, Taurasi foi nomeada MVP da WNBA e, posteriormente, levou o Phoenix Mercury ao seu segundo título da WNBA em três anos, ao derrotar o Indiana Fever por três jogos a dois, sendo nomeada MVP das finais da WNBA. Taurasi foi a segunda jogadora, depois de Cynthia Cooper-Dyke, a conquistar o título de cestinha da temporada, o prêmio de MVP da temporada, um título da WNBA e o prêmio de MVP das finais na mesma temporada.

### 2010 - 2012: Lesão e retorno
Em 2011, após ser selecionada para seu sétimo All-WNBA First Team, Taurasi foi eleita pelos fãs uma das 15 melhores jogadoras dos quinze anos de história da WNBA. Em 2012, Taurasi teve uma temporada marcada por lesões, jogando apenas oito partidas. Ela teve que ficar fora do resto da temporada devido uma lesão no flexor do quadril esquerdo. O Mercury terminou a temporada com 7-27, com o o segundo pior time da liga.
Em 2013, Taurasi voltou saudável para a temporada e jogou 32 partidas, com média de mais de 20 pontos por jogo pela sexta vez em sua carreira. O Mercury terminou em terceiro lugar na Conferência Oeste, com um recorde de 19-15. Elas derrotaram o Los Angeles Sparks por 2-1 na primeira rodada, avançando para as finais da conferência, mas perderam para o Minnesota Lynx em dua partidas consecutivas.

### 2014: Terceiro campeonato da WNBA
No início da temporada de 2014, Taurasi alcançou o segundo lugar em pontos por jogo na carreira, o quinto lugar em pontos na carreira e nono lugar em assistências na carreira. Na temporada de 2014, com o apoio da ala-pivô Candice Dupree, da estrela em ascensão Brittney Griner e da nova treinadora Sandy Brondello, o Phoenix Mercury terminou com 29 vitórias e 5 derrotas, estabelecendo o recorde de maior número de vitórias em uma temporada regular e conquistando a primeira colocação na Conferências Oeste. Nos playoffs, elas avançaram para as finais da WNBA, onde derrotaram o Chicago Sky, garantindo Taurasi seu terceiro título. Taurasi também ganhou o prêmio de MVP das finais da WNBA pela segunda vez em sua carreira.

### 2015 - 2016: Ausências e retorno à WNBA
Em 3 de fevereiro de 2015, Taurasi anunciou que ficaria de fora da temporada de 2015 da WNBA a pedido de seu time da Premier League russa, UMMC Ekaterinburg. O time ofereceu a Taurasi um salário maior do que o que ela receberia na WNBA para que ela não participasse da temporada de 2015. Na temporada de 2014, Taurasi ganhou pouco menos do que o máximo da liga, 107 mil dólares. No entanto, ela ganhou 14 vezes mais — aproximadamente 1,5 milhões de dólares — jogando no exterior.
Taurasi retornou ao Mercury para a temporada de 2016 da WNBA. Ela teve uma média de 17,8 pontos por jogo, ajudando o Mercury a conquistar mais uma vaga nos playoffs com um recorde de 16-18. Com o novo formato de playoffs da WNBA em vigor, o Mercury ficou em oitavo lugar na liga, enfrentando o Indiana Fever na primeira rodada. O Mercury avançou para a segunda rodada, derrotando o Fever no jogo de eliminação da primeira rodada, com Taurasi marcando 20 pontos. Durante esse jogo, Taurasi fez sua 113ª cesta de três pontos da carreira nos playoffs, ultrapassando Becky Hammon como líder de todos os tempos da WNBA em cestas de três pontos feitas na carreira nos playoffs. Na partida eliminatória da segunda rodada, o Mercury venceu o New York Liberty e avançou para as semifinais, com Taurasi marcando 30 pontos, o maior número da partida. Nas semifinais, o Mercury foi derrotado pelo atual campeão, o Minnesota Lynx, na série melhor de cinco.

### 2017: Maior pontuadora de todos os tempos da WNBA
Em maio de 2017, Taurasi assinou uma extensão de contrato de vários anos com o Mercury. Mais tarde naquele mês, Taurasi se tornou a primeira jogadora da liga a atingir 7.000 pontos, 1.500 rebotes e 1.500 assistências, após uma vitória de 85-62 contra o Indiana Fever. Em 18 de junho de 2017, Taurasi se tornou a maior pontuadora de todos os tempos da WNBA, ultrapassando o recorde de Tina Thompson. Taurasi seria selecionada para o jogo All-Star de 2017, tornando-se sua oitava participação da carreira. O Mercury terminaria com um recorde de 18-16 como o quinto colocado na liga. Na primeira rodada da fase eliminatória, Taurasi marcou 14 pontos na vitória de 79-69 contra o Seattle Storm. Na segunda rodada da fase eliminatória, o Mercury derrotou o Connecticut Sun por 88-83, com Taurasi marcando 23 pontos na vitória. O Mercury avançou para além da segunda rodada pela segunda temporada consecutiva, mas foi eliminado pelo Los Angeles Sparks em uma série de três jogos.

### 2018: Sucesso contínuo
Na abertura da temporada de 2018, em 18 de maio, contra o Dallas Wings, Taurasi se tornou a primeira jogadora na história da WNBA a marcar 1.000 cestas de três pontos. Em 5 de junho, Taurasi se tornou a primeira jogadora da história da WNBA a marcar 8.000 pontos em uma vitória de 80-74 contra o New York Liberty. Em 8 de junho, Taurasi se tornou líder de todos os tempo da liga em arremessos de campo convertidos na vitória de 84-77 contra o Connecticut Sun, superando Tina Thompson. Taurasi também conquistaria sua nona participação no jogo All-Star. Em 1 de agosto, Taurasi marcou 37 pontos, o recorde da temporada, na vitória de 104-93 contra o Las Vegas Aces. O Mercury terminou a temporada com 20-14, ficando em quinto lugar na liga. Na primeira rodada da fase eliminatória, o Mercury derrotou o Dallas Wings com 101-83, Taurasi marcou 26 pontos na vitória. Na segunda rodada eliminatória, o Mercury derrotou o Connecticut Sun por 86-86, avançando para as seminfinais pelo terceiro ano consecutivo. Na série contra o Seattle Storm, o Mercury recuperou-se de 0-2 para empatar a série em 2-2. No Jogo 5, o Mercury perdeu por 94-84, encerrando sua temporada.

### 2019 - 2020: Lesão e COVID-19
Em abril de 2019, o Mercury anunciou que a esposa de Taurasi, Penny Taylor, havia sido contratada como treinadora assistente. Taurasi começou a temporada de 2019 da WNBA na lista de jogadoras lesionadas após passar por uma cirurgia nas costas. Uma lesão no tendão da coxa limitou sua participação a apenas seis jogos, com tempo de jogo mínimo. Sem uma Taurasi saudável, o Mercury mal conseguiu chegar aos playoffs como o oitavo colocado, com um recorde de 15-19. O Mercury foi eliminado na primeira rodada por 105-76 contra o Chicago Sky. Em setembro de 2019, Taurasi confirmou que pretendia jogar pelo time em 2020.
Em 2020, a temporada foi adiada e encurtada para 22 jogos em uma bolha na IMG Academy devido à pandemia de COVID-19. Taurasi retornou saudável para a temporada e jogou 19 das 22 partidas. Em 23 de agosto, Taurasi marcou 34 pontos, o recorde da temporada, na vitória de 88-87 contra o Washington Mystics, enquanto homenageava o falecido Kobe Bryant em seu aniversário, vestindo o número 8 junto com o sobrenome dele em sua camisa. O Mercury terminou com 13-9 como o quinto colocado e derrotou o Washington Mystics por 85-84 na primeira rodada da fase eliminatória; no entanto, foi eliminado pelo Minnesota Lynx na segunda rodada eliminatória por um placar final de 80-79.

### 2021 - 2024: Temporadas finais
Em fevereiro de 2021, Taurasi renovou seu contrato com o Mercury por mais dois anos. Ela machucou o tornozelo e quebrou um osso do pé no final da temporada de 2021 e decidiu não participar da primeira partida da primeira fase contra o New York Liberty. Ela voltou para a partida da segunda fase contra o atual campeão Seattle Storm, na qual o Mercury venceu na prorrogação. Na série semifinal melhor de cinco contra o Las Vegas Aces, Taurasi levou seu time a um empate na série após uma derrota no Jogo 1. Durante essa partida, Taurasi, de 39 anos, fez histórica como a jogadora mais velha da história da liga a marcar mais de 30 pontos em um jogo. Suas oito cestas de três pontos foram o segundo maior número em um jogo de playoff na histórida da pós-temporada da WNBA. O Mercury acabou vencendo a semifinal no Jogo 5.
Em agosto de 2023, Taurasi se tornou a primeira jogadora na história da WNBA a marcar 10.000 pontos na carreira.
Em fevereiro de 2025, Taurasi, que tinha 42 anos na época, se aposentou.

## Carreira Internacional

### 2005 - 2010: Premier League russa
A carreira internacional de Taurasi começou em 2005, quando jogou pelo Dynamo Moscow, um time que dominou a liga russa até o final dos anos 90. A campanha do time na EuroLiga de 2005 terminou nas quartas de final, quando o Dynamo foi eliminado pelo ex-campeão CSKA Samara. Em 2006, Taurasi foi contratada para jogar pelo time russo Spartak Moscow. O time havia terminado em 11º lugar na liga russa quando Shabtai von Kalmanovich decidiu comprá-lo. O time conquistaria quatro campeonatos consecutivos da EuroLiga entre 2007 e 2010, e Taurasi foi nomeada MVP da final em 2009 e 2010.

### 2010 - 2012: Super Liga turca
Em 2010, Taurasi jogou pelo time turco Fenerbahçe, ajudando o time a repetir a conquista do campeonato nacional. Em 24 de dezembro de 2010, os advogados de Taurasi revelaram que ela havia testado positivo para um estimulante leve. De acordo com seu advogado, Howard Jacobs, o teste positivo veio de uma amostra "A" e foi solicitado um segundo teste com uma amostra "B". Até que a amostra "B" pudesse ser testada, Taurasi foi suspensa provisoriamente da liga turca. Em um comunicado, a Federação Turca de Basquete revelou que a substância proibida pela lista da WADA era modafinil. Em 16 de fevereiro de 2011, Taurasi foi inocentada das acusações de doping, pois o teste foi considerado um falso positivo.
Na temporada 2011-2012, Taurasi jogou pelo Galatasaray, o outro grande time de Istambul e rival de longa data do Fenerbahçe. Taurasi se juntou às estrelas da WNBA Epiphanny Prince, Sylvia Fowles, Tina Charles e Ticha Penicheiro. O time acabou vencendo a Copa da Turquia, mas perdeu para o Fenerbahçe na final da liga e foi eliminado nas quartas de final da EuroLiga 2011-12, novamente perdendo uma partida decisiva para o Fenerbahçe.

### 2012 - 2017: UMMC Ekaterinburg
Em maio de 2012, Taurasi assinou contrato com o UMMC Ekaterinburg, juntando-se à sua companheira da WNBA Candace Parker. A equipe dominou as competições nacionais e internacionais, vencendo a EuroLiga 2012-13, o Campeonato Russo e a Copa da Rússia. O UMMC repetiu sua vitória no Campeonato Russo e na Copa na temporada de 2013-14, mas ficou aquém na EuroLiga, perdendo na semifinal para o eventual campeão Galatasaray. Isso se repetiu na temporada 2014-15, com o UMMC perdendo a final da EuroLiga para o USK Praha, da República Tcheca, em um jogo em que Taurasi teve que se ausentar devido a uma fratura na mão.
A lesão e consequente derrota na final da EuroLiga tiveram um papel importante na decisão do UMMC de oferecer a Taurasi um acordo para que ela não participasse da temporada de 2015 da WNBA e pudesse descansar. Taurasi aceitou o acordo, desistindo de defender seu título da WNBA, mas retornando ao Phoenix Mercury em 2016. Sua decisão causou um debate nos Estados Unidos sobre as políticas salariais no basquete feminino em comparação com a Europa e a China, onde as equipes femininas recebem apoio governamental.
Em 2015-16, Taurasi voltou ao UMMC, levando o time ao seu terceiro título da EuroLiga (e seu sexto título pessoal), além de ganhar o prêmio de MVP. Em 2016-17, Taurasi voltaria mais uma vez ao UMMC, ajudando a equipe a conquistar seu décimo primeiro campeonato da liga. Embora fosse esperado que ela jogasse até o final da temporada 2017-18 com a equipe, Taurasi anunciou sua aposentadorai das competições europeias em dezembro de 2017.

## Carreira na Seleção
Taurasi foi membro da seleção feminina sub-18 dos Estados Unidos que conquistou a medalha de ouro no Campeonato FIBA Américas de 2000, em Mar Del Plata, Argentina. Na partida mais disputada do torneio, a semifinal contra o Brasil, Taurasi acertou sete de suas onze tentativas de três pontos e terminou o jogo com 26 pontos. Ela teve uma média de 12,6 pontos por jogo e liderou a equipe com 5,46 assistências por jogo. Taurasi também conquistou uma medalha bronze como membro da seleção juvenil dos Estados Unidos no Campeonato Mundial de 2001 e uma medalha de ouro como membro da seleção juvenil feminina dos Estados Unidos nas eliminatórias para o Campeonato Mundial de 2000.
Em 12 de maio de 2014, Taurasi foi selecionada para competir nas Olimpíadas de 2004 em Atenas, Grécia com a seleção nacional dos Estados Unidos. Ela ajudou a equipe dos EUA a conquistar a medalha de ouro, derrotando a Austrália na final. Taurasi foi a segunda maior pontuadora da seleção nacional de basquete dos EUA no Campeonato Mundial da FIBA de 2006, realizado em São Paulo, Brasil. As americanas conquistaram a medalha de bronze. Ela representou os Estados Unidos nos Jogos Olímpicos de Verão de 2008 em Pequim, China, onde foi titular em todas as oito partidas e ajudou a levar os EUA à medalha de ouro.
Taurasi foi nomeada como uma das integrantes da seleçao nacional para representar os Estados Unidos na WNBA contra USA Basketball. Esse jogo substituiu o jogo All-Star da WNBA como parte da preparação para o Campeonato Mundial da FIBA de 2010. Taurasi foi então selecionada para ser membro da seleção nacional para o Campeonato Mundial. Como muitas integrantes da equipe ainda estavam jogando na WNBA até pouco antes do evento, a equipe teve apenas um dia de treino com todas as jogadoras antes de partir para Ostrava e Karlovy Vary. Mesmo com treinos limitados, a equipe conseguiu vencer seu primeiro jogo contra a Grécia por 26 pontos. A equipe continuou a dominar com margens de vitória superiores a 20 pontos nos primeiro cinco jogos. O sexto jogo foi contra a invicta Austrália — a equipe dos EUA saltou para uma vantagem de 24 pontos e acabou vencendo de 83-75. As americanas venceram os dois jogos seguintes por mais de 30 pontos antes de enfrentar a equipe anfitriã, a República Tcheca, na final do campeonato. A equipe dos EUA tinha uma vantagem de cinco pontos no intervalo, que a equipe tcheca reduziu para três pontos, mas nunca conseguiu se aproximar mais. A equipe dos EUA conquistiu o campeonato e a medalha de ouro. Taurasi liderou a equipe em pontuação, com 12,0 pontos por jogo, e ficou em segundo lugar na equipe, com 23 assistências.
Taurasi foi selecionada para representar os Estados Unidos nos Jogos Olímpicos de Verão de 2012. Taurasi conquistaria sua terceira medalha de ouro quando os Estados Unidos derrotaram a França na final. Ela também jogou nas Olimpíadas de 2016 no Rio de Janeiro, conquistando sua quarta medalha de ouro ao ajudar os Estados Unidos a venceram a Espanha por 101-72 na final. Taurasi foi uma integrante fundamental da equipe olímpica feminina dos Estados Unidos que conquistou a medalha de outro em Tóquio em 2020, ganhando sua quinta medalha de ouro, um recorde. Taurasi se juntou à sua companheira de equipe olímpica, Sue Bird, como as únicas duas jogadoras de basquete olímpico, de qualquer gênero, a ganhar cinco medalhas de ouro olímpicas. Nas Olimpíadas de Verão de 2024, Taurasi conquistou novamente o outro olímpico, tornando-se a única jogadora de basquete com seis medalhas de ouro olímpicas, e se juntou à adestradora alemã Isabell Werth e ao esgrimistra húngaro Aladar Gerevich como os únicos atletas olímpicos a conquistar seis medalhas de ouro na mesma modalidade.

## Fora da Quadra

### Vida Pessoal
Taurasi é casada com sua ex-companheira de equipe Penny Taylor. Taylor já foi diretora de desenvolvimento e desempenho de jogadoras do Phoenix Mercury. Após oito anos de namoro, Taurasi se casou com Taylor em 13 de maio de 2017. Em 1 de março de 2018, Taylor deu à luz ao filho do casal.
Taylor esperava dar à luz a seu segundo filho em 6 de outubro de 2021, mas a gravidez se prolongou além da data prevista. Após a derrota no Jogo 4 das semifinais, Taurasi jogou o Jogo 5 decisivo, que determinaria se o Phoenix Mercury disputaria a final da WNBA de 2021. Após a vitória do Jogo 5, em 8 de outubro de 2021, Taurasi deixou uma mensagem para Taylor em sua entrevista pós-jogo, encerrando com "Aguenta firme, querida, estou chegando". Taurasi então voou de Las Vegas, onde o jogo aconteceu, de volta para Phoenix, chegando a tempo de presenciar Taylor dando à luz a sua filha — Isla Taurasi-Taylor — em 9 de outubro de 2021.

### Questões Jurídicas
Em 2 de junho de 2009, Taurasi foi presa por dirigir sob o efeito de àlcool. Ela se declarou culpada em 29 de outubo e passou um dia na prisão depois que um juiz suspendeu nove dias de sua sentença.